# Ben (Iran)
Ben (farsi بن) è il capoluogo della circoscrizione omonima dello shahrestān di Shahr-e Kord, nella provincia di Chahar Mahal e Bakhtiari. 